# Žerčice
Žerčice település Csehországban, a Mladá Boleslav-i járásban. Žerčice Ledce, Lhotky, Kobylnice, Nová Telib, Semčice és Pěčice településekkel határos. Lakosainak száma 419 fő (2024. január 1.).

## Népesség
A település lakosságának változását az alábbi diagram mutatja:
| Lakosok száma | 467  | 564  | 562  | 469  | 381  | 367  | 395  | 403  | 381  | 419  |
|               | 1869 | 1900 | 1921 | 1961 | 1980 | 2011 | 2016 | 2019 | 2021 | 2024 |